# Quake II
Quake II — компьютерная игра в жанре шутера от первого лица, вышедшая 9 декабря 1997 года. Разработана компанией id Software, издана Activision. Музыка к игре написана Sonic Mayhem.
10 августа 2023 года вышла ремастированная версия Quake II, разработанная Nightdive Studios для платформ Nintendo Switch, PlayStation 4, PlayStation 5, Microsoft Windows, Xbox One и Xbox Series X/S. Обновлённая версия включает в себя основную игру, два дополнения, эпизод из версии игры для Nintendo 64, а также совершенно новый эпизод, разработанный компанией MachineGames.

## Игровой процесс

### Кампания
Игра разделена на 36 уровней, обязательных для прохождения игры, и 3 секретных. На каждом уровне раскиданы различные бонусы — оружие, аптечки и боеприпасы. По мере продвижения главный герой получает всё более мощное оружие и броню; в свою очередь, его противники строгги становятся сильнее и многочисленнее, появляются новые виды противников, обладающие специальными способностями — например медики, воскрешающие убитых. Почти на всех уровнях есть секретные места, в которых спрятаны полезные предметы. Помимо обычных бонусов, в игре есть ограниченное количество предметов, дающих игроку преимущество, например перешедший из первой части «Quad Damage», на полминуты увеличивающий наносимый урон в 4 раза, или адреналин, устанавливающий уровень здоровья на 1 пункт больше максимального.

### Многопользовательский режим
Многопользовательский режим во многом повторяет режимы, представленные в Quake, и содержит классические режимы Deathmatch и Capture the Flag (CTF), а также возможность проходить сюжетную кампанию в кооперативном режиме. В версии для Playstation присутствует режим до четырёх игроков через PlayStation Multitap.

## Сюжет
Недалёкое будущее. Земля была подвергнута атаке киборгизированной расы строггов, в ходе которой было уничтожено несколько крупнейших городов землян. Люди организовывают контрнаступление на родную планету строггов Строггос с целью закрыть портал, через который захватчики перебрасывают свои войска на Землю. Атака быстро захлебнулась из-за эффективной системы ПВО строггов, и большая часть десанта была схвачена или уничтожена.
Главный герой — десантник по фамилии Биттерман, оказывается в нерасчётной точке высадки из-за того, что во время десанта его спусковая капсула столкнулась с другой и отклонилась от намеченной траектории. Высадившись в отдалённой базе строггов, Биттерман захватывает узел связи и получает от командования задачу уничтожить объекты инфраструктуры: систему ПВО, завод по производству новых солдат, энергетический реактор. Финальным заданием становится уничтожение системы связи и самого лидера строггов Макрона, скрывающегося на орбитальной платформе над планетой.
Победив Макрона, Биттерман покидает разрушающуюся платформу в спасательной капсуле. Совершив жёсткую посадку на Строггосе, десантник выживает, однако дальнейшая судьба главного героя неизвестна. В Quake 4 упоминается, что действия Биттермана по уничтожению системы ПВО дали возможность землянам провести более успешную вторую атаку на планету.

## Разработка
После выхода Quake Джон Кармак продолжил развитие собственного движка id Software — id Tech 2. Основным нововведением стала поддержка OpenGL для видеокарт нового поколения. Структурно движок получил дальнейшее развитие модели клиент-сервер: теперь программный код серверной части, которая определяет все функциональные возможности для оружия, объектов и игровой механики, мог быть свободно модифицирован, поскольку id Software издала исходный код библиотеки игры практически одновременно с официальным выходом Quake II. Quake II использует функциональные возможности библиотеки коллективного доступа операционной системы, что позволяет серверу динамически загружать произвольные библиотеки игры. Благодаря этому авторы модификаций имели возможность вносить изменения в игру, касающиеся игровой механики, новых видов оружия и многого другого без модификации исходного кода самого движка. Тем не менее, подобный подход всё равно не позволял добавлять новые графические эффекты, изменять сетевой протокол и тому подобное. Из-за этого, например, невозможно было реализовать полноценный режим наблюдения за матчем из глаз другого игрока.
Исходный код Quake II в версии 3.19 был выпущен под открытой лицензией 22 декабря 2001 года, который был доработан до версии 3.21 (основное изменение — поддержка компилятора LCC).
id Tech 2, являвшийся основой игры, стал популярным движком для лицензирования движка другими компаниями. На его основе вышли такие игры, как Anachronox, Heretic II, Daikatana, Soldier of Fortune, Kingpin: Life of Crime. Valve использовала движок id Tech 2 на ранних этапах разработки Half-Life, однако в итоге остановилась на сильно модифицированном Quake engine (GoldSrc) с небольшими вставками кода от id Tech 2.

### Музыка
Саундтрек игры составили композиции Sonic Mayhem с дополнительными треками от Билла Брауна и Джеремаи Сипульта. Заглавная композиция была написана Биллом Брауном и Робом Зомби. Музыка была записана на компакт-диск с игрой в формате CD-Audio.
| №   | Название                | Автор(ы)     | Длительность |
| --- | ----------------------- | ------------ | ------------ |
| 1.  | «Данные игры»           |              | -            |
| 2.  | «Operation Overlord»    | Sonic Mayhem | 3:31         |
| 3.  | «Rage»                  | Sonic Mayhem | 2:20         |
| 4.  | «Kill Ratio»            | Sonic Mayhem | 2:34         |
| 5.  | «March Of The Stroggs»  | Sonic Mayhem | 2:53         |
| 6.  | «The Underworld»        | Sonic Mayhem | 2:37         |
| 7.  | «Quad Machine»          | Sonic Mayhem | 3:37         |
| 8.  | «Big Gun»               | Sonic Mayhem | 3:06         |
| 9.  | «Descent Into Cerberon» | Sonic Mayhem | 2:38         |
| 10. | «Climb»                 | Jer Sepult   | 2:02         |
| 11. | «Showdown»              | Bill Brown   | 2:01         |

## Выход
Оригинальная версия Quake II вышла 9 декабря 1997 года в США и 12 декабря 1997 года в Европе. Игра переиздавалась множество раз на различных платформах, включая PlayStation (1998) и Amiga (2002), а также входила в состав различных сборников и компиляций:
- Quake II: Quad Damage — содержит Quake II и все три официальных дополнения, доступных на тот момент (The Reckoning, Ground Zero и Netpack I: Extremities)[9].
- Quake II: Colossus — сборник для Linux, содержащий Quake II и два сюжетных дополнения[10].
- Ultimate Quake — сборник, включающий в себя игры трилогии Quake[11].

Для Nintendo 64 вышла отдельная игра Quake II, отличающаяся сюжетом и уровнями.
В 2023 году для современных систем вышла ремастированная версия Quake II, куда были интегрированы все дополнения, а также добавлено новое — Call of The Machine, и добавлена портированная с Nintendo 64 сюжетная кампания Quake II 64 в качестве бонусного контента.

### Дополнения
К игре вышло четыре официальных дополнения:
- The Reckoning — выпущено 31 мая 1998, разработка компании Xatrix Entertainment
- Ground Zero — выпущено 31 октября 1998, разработка компании Rogue Entertainment. Действие Ground Zero идёт параллельно самому Quake II. Началась высадка земного десанта. Строгги задействовали гравитационный колодец (Gravity Well), который, словно капкан, не позволяет земному флоту покинуть орбиту Строггоса. А сами строгги тем временем вовсю палят из большой пушки (той самой, которую необходимо взорвать в Quake II). Основная задача игрока — уничтожить гравитационный колодец.
- Netpack I: Extremities — выпущено 26 ноября 1998, коллекция лучших карт, моделей и модификаций, разработанных онлайн-сообществом, скомпилированных id Software и изданных Activision.
- Call of The Machine — выпущено 10 августа 2023 года в составе ремастированного Quake II, разработка компании MachineGames.

### Порты
После опубликования исходного кода начался вал улучшений игрового движка. В результате появились разработанные сторонними разработчиками-любителями такие модификации, как Quake2 maX, Quake II Evolved и QFusion. Эти движки поддерживали более высокое разрешение экрана, имели лучшее качество освещения, поддерживали шейдеры и декали, улучшая внешний вид игры, среди которых можно выделить Quake2xp, Berserker@Quake2 и Yamagi Quake II

## Отзывы
| Сводный рейтинг       | Сводный рейтинг                         |
| Агрегатор             | Оценка                                  |
| --------------------- | --------------------------------------- |
| GameRankings          | 87,31 % (ПК) 81,27 % (N64) 79,81 % (PS) |
| Иноязычные издания    |                                         |
| Издание               | Оценка                                  |
| AllGame               | [ 20 ]                                  |
| GameSpot              | 9,0/10                                  |
| Macworld              | [ 22 ]                                  |
| Русскоязычные издания |                                         |
| Издание               | Оценка                                  |
| OPM RU                | 8,5 из 10 (PS)                          |
| «Игромания»           | [ 24 ]                                  |
| «Страна игр»          | 9 из 10                                 |

| Русскоязычные издания | Русскоязычные издания |
| Издание               | Оценка                |
| --------------------- | --------------------- |
| «Игромания»           | [ 26 ]                |

Quake II получила положительные отзывы На GameRankings версия для персональных компьютеров получила 87,31 %, версия для Nintendo 64 имела рейтинг 81,27 %, и PlayStation-версия 79,81 %. Редактор AllGame Майкл Л. Хаус похвалил Quake II, написав, что «очаровывает Quake II не только одиночным, но и многопользовательским режимом». Редактор Gamespot Винс Броуди описал Quake II как «единственный FPS, который возвел оригинальный Quake в абсюлют». Computer Gaming World также восхитился этой игрой.
Переиздание 2023 года также получило выраженно положительные отзывы.